# قطعنامه ۱۹۴۵ شورای امنیت
قطعنامه  ۱۹۴۵ شورای امنیت سازمان ملل متحد که در تاریخ ۱۴ اکتبر ۲۰۱۰ تصویب شد، سندی بین‌المللی دربارهٔ بررسی وضعیت در سودان است. این قطعنامه طی نشست ۶۴۰۱ام با ۱۴ رای موافق، ۰ مخالف و ۱ ممتنع تصویب شد.